# Apterichtus flavicaudus
Apterichtus flavicaudus är en fiskart som först beskrevs av Snyder, 1904.  Apterichtus flavicaudus ingår i släktet Apterichtus och familjen Ophichthidae. Inga underarter finns listade i Catalogue of Life.